# Ruhpoldinger Marmor

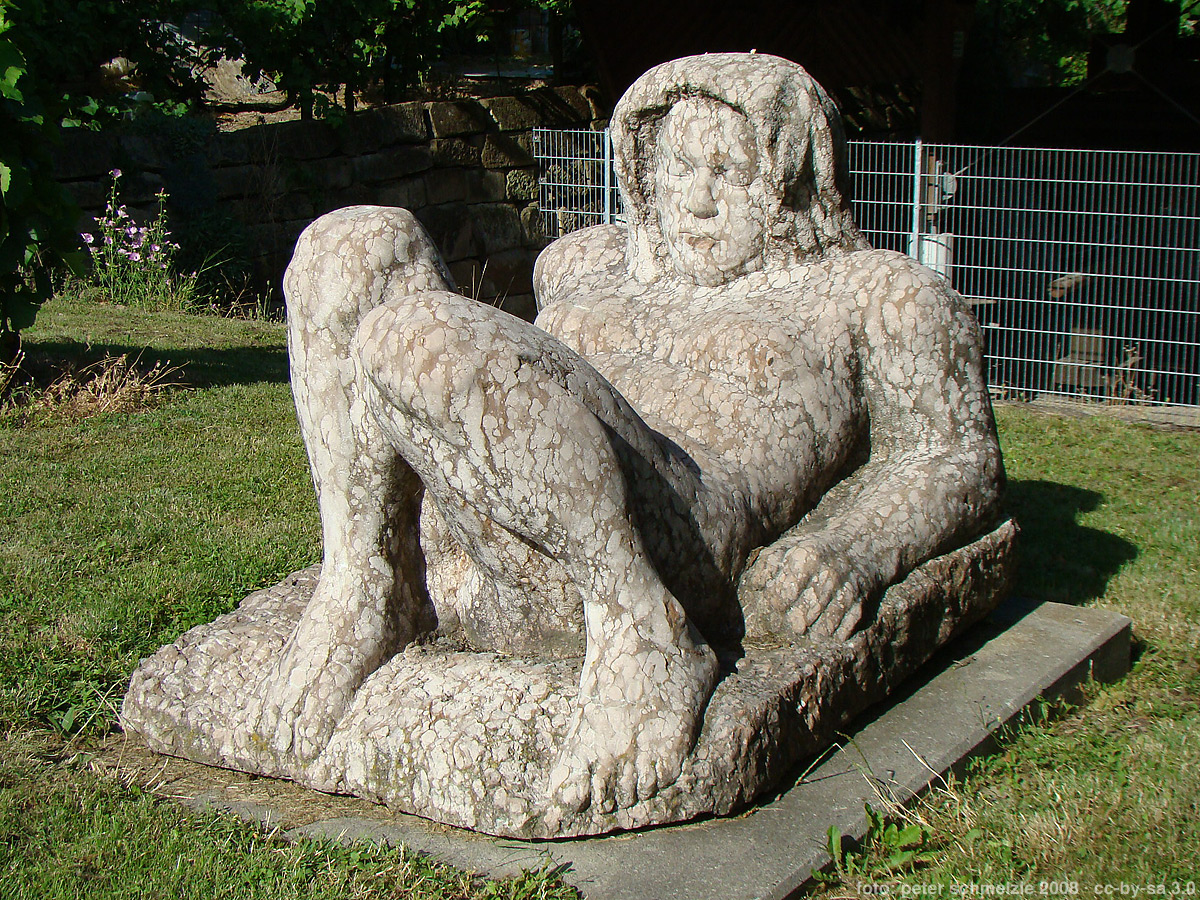
Große Liegende von Susanne Knorr am Wartberg in Heilbronn (1980)

Ruhpoldinger Marmor ist ein kulturhistorisch bedeutendes Gestein, das vor allem seit dem Mittelalter im Sakralbau im süddeutschen Raum Verwendung fand. Das Gestein der Ruhpolding-Formation wurde bei Ruhpolding abgebaut. Der Abbau wurde in den frühen 1970er Jahren aufgegeben.
Dieser Marmor ist im petrologischen Sinne kein Marmor, sondern Kalkstein, und zählt zu den Knollenkalken. Die Bezeichnung dieses Natursteins als Marmor hat historische Wurzeln.

## Geologie

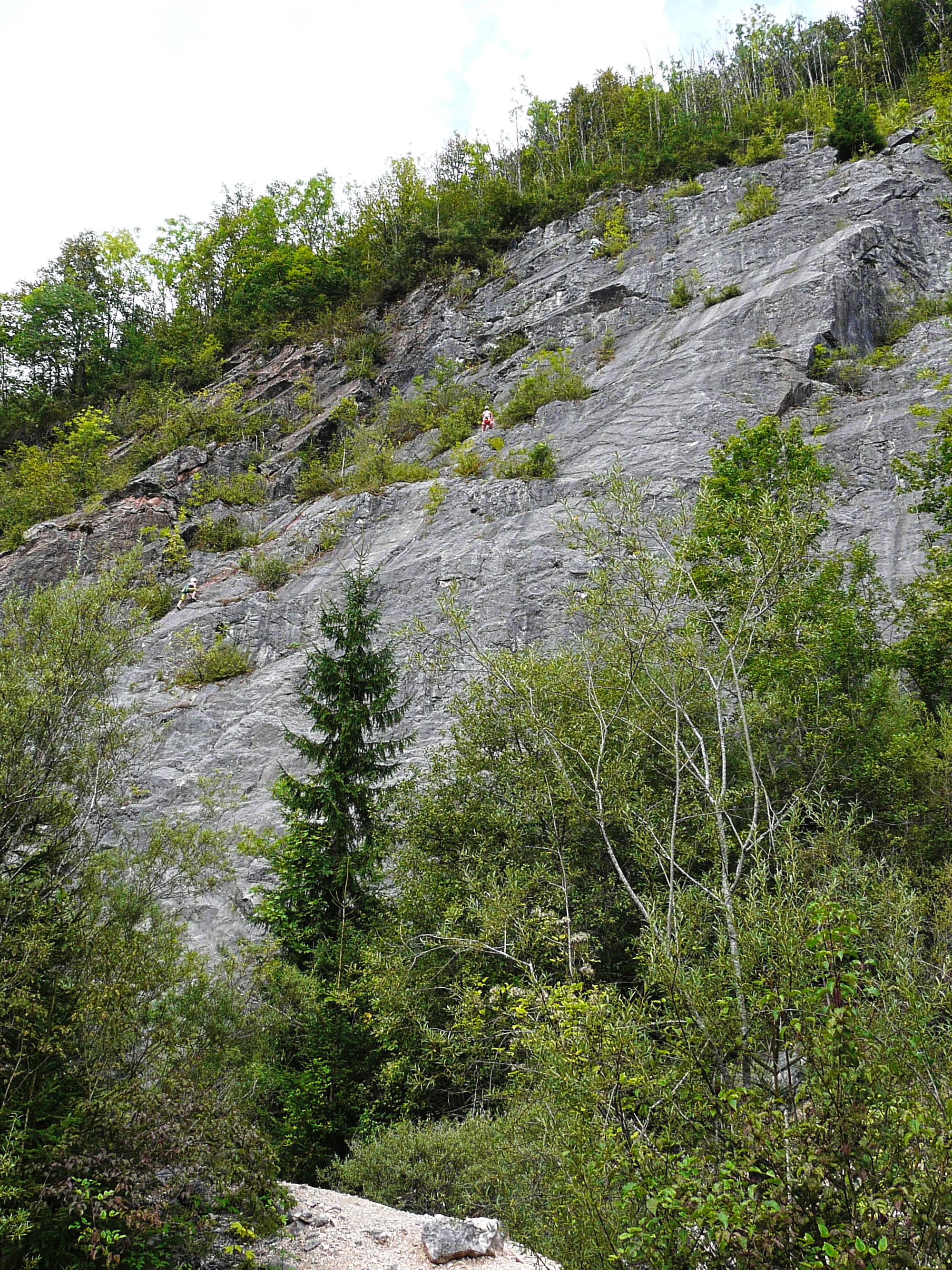
Steinbruch Haßlberg

In der Trias entstanden die Gesteine der Nördlichen Kalkalpen in einem tropischen Flachmeer auf einem Kontinentalschelf. Vor rund 200 Millionen Jahren zerbrach der Schelf und das Meer teilte sich Schwellen und Becken, in denen sich Sedimente ablagerten. Vor 150 Millionen Jahren entstand im Oberen Jura (Malm) der vor allem rötliche, aber auch hellgrau gefärbte Ruhpoldinger Marmor im Bereich einer submarinen Schwelle. Die Ablagerungsraten waren gering und die noch nicht verfestigten Sedimente wurden umgelagert. Die abgelagerten Gesteinsschichten sind unterschiedlich gefärbt. Der Ruhpoldinger Marmor liegt als dickbankiger braunroter Knollenflaserkalk vor. In seiner Umgebung treten auch Kalksteine mit eingelagerten Crinoiden (Seelilien) und Cephalopoden (Ammoniten) auf.

## Gesteinsbeschreibung

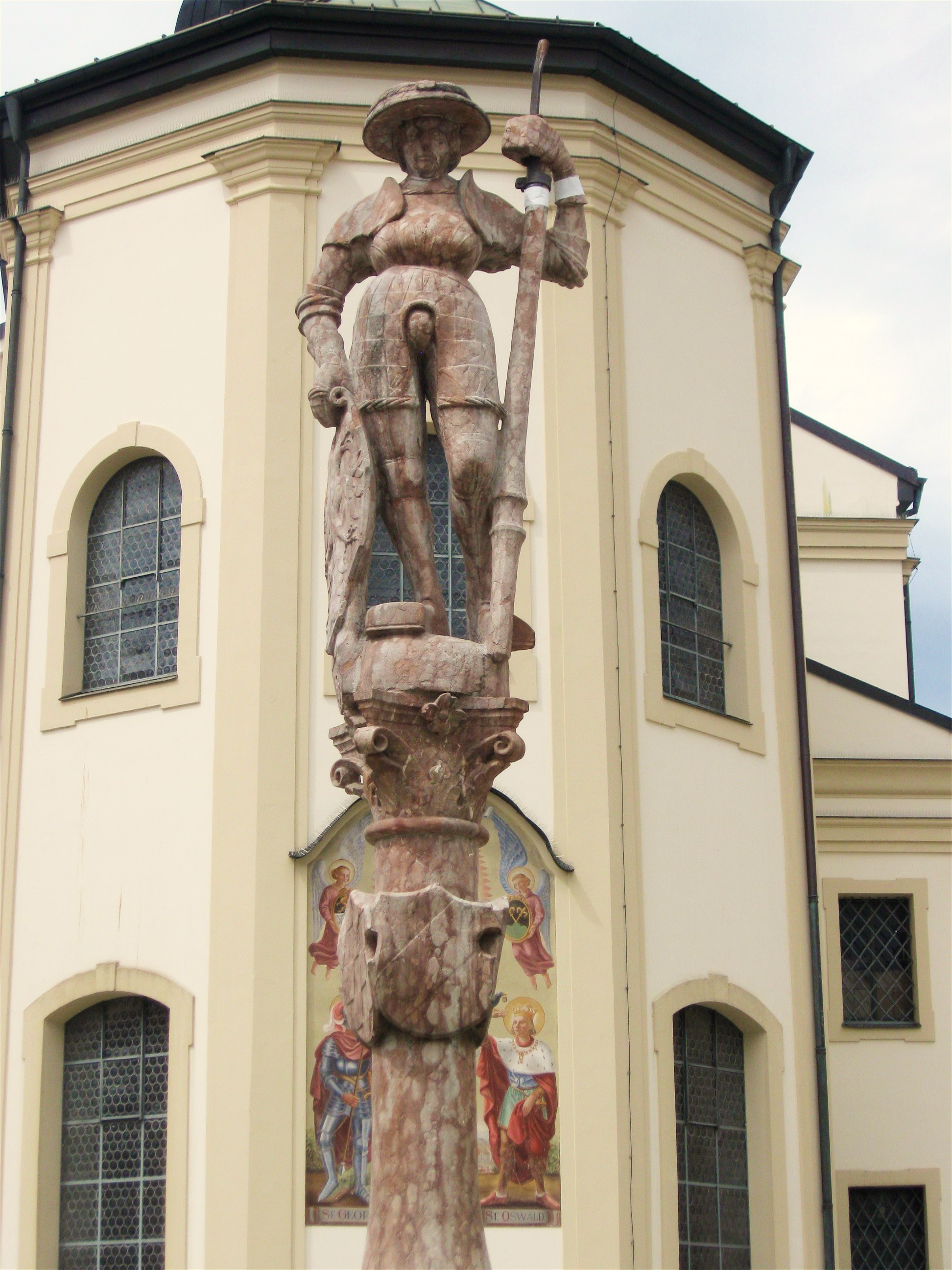
Der Lindlbrunnen (1526) in Traunstein besteht aus Ruhpoldinger Marmor. Am Säulenschaft ist die Lagerrichtung dieses Gesteins erkennbar.

Dieser Kalkstein ist rot, rotbraun bis gelblich und hellgrau. Vor allem die rote Sorte, auch Rotmarmor genannt, war früher sehr begehrt. Das Gestein besteht ganz überwiegend aus Calcit, den Kristallisationsformen des Calciumcarbonat (kohlensaures Calcium CaCO3). In mehr oder minder schwankenden Anteilen kommen Eisenoxide vor, wie Hämatit, das rötlich bis rot oder Limonit, das den Naturstein gelb bis braun färbt. Teilweise kommen auch weiße Adern vor und es können Seelilien und Ammoniten eingelagert sein.

## Abbau
Abgebaut wurde der Ruhpoldinger Marmor in Ruhpolding seit dem frühen Mittelalter bis etwa 1970. Heute ist der Steinbruch am Haßlberg bei Ruhpolding als eines der 100 schönsten Geotope Bayerns ausgewiesen. Er wird als Klettergarten genutzt.

## Verwendung
Durch seine rote bis gelbliche Farbgebung war es ein begehrtes Bau- und Dekorgestein. Verwendet wurde Ruhpoldinger Marmor für Skulpturen, Brunnen, Portale, Grabplatten, Baluster und Treppengeländer, Taufbecken, Fenstergewände, Säulen und Bildstöcke.

### Verwendungsbeispiele
- Brunnensäule und der ursprüngliche Ritter des Lindlbrunnens (1526) in Traunstein[3]
- Säule des Andreasbrunnens in Freising
- Taufstein, Kanzel und Altar der Stephanuskirche in München
- Drei tragende Säulen im Speisesaal der Autobahnraststätte Chiemsee[4]
- Altar der Johannes-Kirche in Ruhpolding
- Altar in der Kirche (1467) auf Frauenchiemsee[5]
- Säulen am Eingangsportal der evangelischen Kirche St. Ulrich in Augsburg
- Brunnen am Rathaus (1910) von Dachau von Ignatius Taschner